# Rubén Soberón
José Rubén Soberón Riveiro (ur. 26 czerwca 1909 w Gwatemali, zm. 7 września 1999 tamże) – gwatemalski szermierz. Reprezentant kraju podczas Igrzysk Olimpijskich 1952 w Helsinkach. W Helsinkach wystąpił w turnieju indywidualnym florecistów i szpadzistów, w obu odpadł w pierwszej rundzie.